# Avanne-Aveney
Avanne-Aveney is een gemeente in het Franse departement Doubs (regio Bourgogne-Franche-Comté). De plaats maakt deel uit van het arrondissement Besançon. Avanne-Aveney telde op 1 januari 2022 2.237 inwoners.

## Geografie
De oppervlakte van Avanne-Aveney bedraagt 8,62 vierkante kilometer; de bevolkingsdichtheid is 258 inwoners per km² (per 1 januari 2019).
De onderstaande kaart toont de ligging van Avanne-Aveney met de belangrijkste infrastructuur en aangrenzende gemeenten.

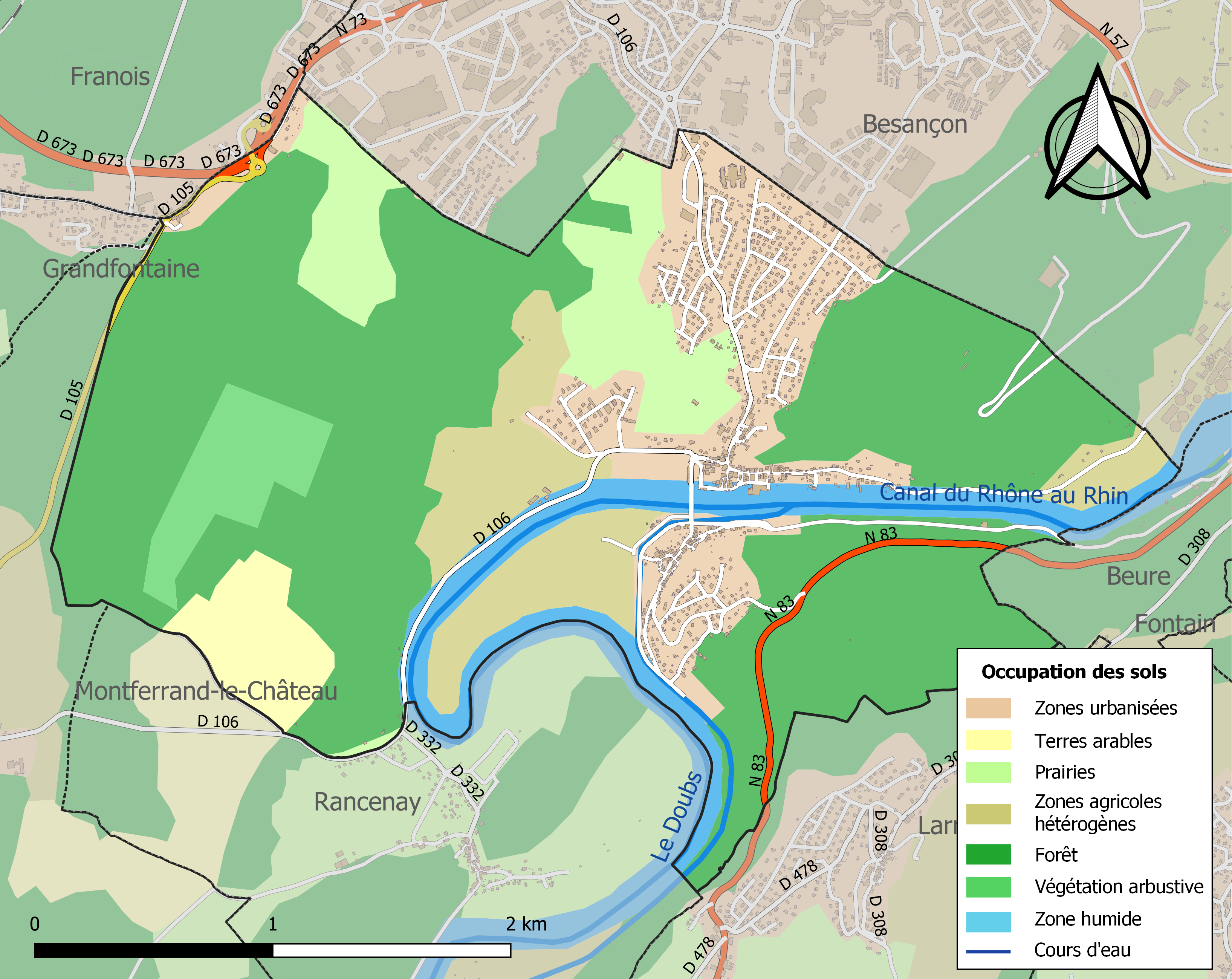

## Demografie
Onderstaande figuur toont het verloop van het inwonertal (bron: INSEE-tellingen).